# Охакури (водохранилище)
Охакури (англ. Lake Ohakuri) — водохранилище на Северном острове Новой Зеландии. Площадь зеркала — 12 км². Длина — около 5 километров.
Расположено в северной части острова, образовано плотиной ГЭС в 1961 году на реке Уаикато. Строительство велось с 1956 года по 1960 год. На две трети была затоплена долина гейзеров Оракеи-Корако. Уаикато впадает в южную часть и вытекает из северо-западной части Охакури.
Является популярным местом рыбалки среди туристов.